# Залазно
Ошибка: деревня Залазно (Залазня), входящая в состав Беленинского сельского поселения, не имеет никакого отношения к содержанию статьи.  Статья, в частности, посвящена деревне Залазня, входившей в состав Васильевского сельского поселения. Она располагалась на северо-западе от ст.анции Вадино.
Залазно (Залазня) — деревня в Смоленской области России, в Сафоновском районе. Население – 1 житель (2007 год) . Расположена в центральной части области в 12 км к северу от города Сафонова, в 12 км севернее автодороги М1 «Беларусь». В 2,5 км восточнее деревни железнодорожная станция Вадино на ветке Дурово — Владимирский Тупик. Входит в состав Беленинского сельского поселения.

## История
В годы Великой Отечественной войны деревня была оккупирована гитлеровскими войсками в сентябре 1941 года. При создании Вадинского партизанского края вошла в число населённых пунктов, где была восстановлена Советская власть.
2 июня 1942 г. немецкие оккупанты развернули наступление против партизан, бросив на них до 3 тыс. солдат пехоты и 50 танков со стороны Ярцева и Духовщины и одновременно со стороны Сафонова, Издешкова и Холм-Жирковского 2 пехотные дивизии регулярных войск и до 2 тыс. карателей при поддержке танков, артиллерии и авиации. Потеснив партизан в кровопролитных боях, каратели казнили за связь с партизанами 1200 человек, в том числе деревни Залазня и Леоново Васильевского сельсовета были сожжены дотла вместе с жителями. 23 января 1943 г. в деревне Залазня каратели расстреляли 450 человек, 29 января 1943 г. в деревне Леоново - 256 человек.
Несмотря на террор, уцелевшие жители уничтоженных деревень Залазня, Леоново, Павлово, Борятино и других под руководством председателей подпольных колхозов и сельсоветов П. Е. Ивановой, И. Н. Комягина, А. Лобасова на месте домов строили землянки и продолжали тайно помогать партизанам.
Территория, на которой до войны находилась деревня освобождена в 1943 году.

## Достопримечательности
- Братская могила заживо сожжённых гитлеровцами жителей деревни. Установлен обелиск[4].